# Eutropis islamaliit
Eutropis islamaliit (вражаючий сонячний сцинк) — вид сцинкоподібних ящірок родини сцинкових (Scincidae). Ендемік Філіппін. Описаний у 2020 році.

## Поширення і екологія
Вражаючі сонячні сцинки відомі за кількома зразками, зібраними на островах Лубанг, Семірара і Самар. Вони живуть у первинних і вторинних вологих тропічних лісах.